# Леон Батиста Алберти
Леон Батиста Алберти (на италиански: Leon Battista Alberti) е италиански архитект, художник, поет, лингвист, криптограф, философ и музикант от епохата на Ренесанса, енциклопедист. Счита се за основоположник на западната криптография заедно с Йоханес Тритемиус..

## Биография
Леон Батиста Алберти е роден на 18 февруари 1404 година в Генуа. Той е незаконен син на Лоренцо Алберти, член на известната банкерска фамилия Алберти, прогонен от Флоренция по политически причини. Майка му е Бианка Фиески, вдовица от Болоня, която умира от чума. Малко след раждането на Леон Батиста баща му се премества във Венеция, където през 1408 година се жени отново.
Леон Батиста Алберти получава добро за времето си образование. От 1414 до 1418 година учи в известното училище на Гаспарино Бардзидза в Падуа, след което завършва право в Болонския университет през 1428 година. През същата година забраната членовете на семейството да влизат във Флоренция е отменена и той посещава за пръв път града.
В началото на 30-те години на XV век Алберти живее в Рим и работи за Папската курия. Той полага монашески обет и получава доходите от приората „Сан Мартино а Гангаланди“ в Ластра а Синя. Няколко години по-късно се премества във Флоренция заедно с папа Евгений IV, който е прогонен от Рим, и става каноник на катедралата „Санта Мария дел Фиоре“. Алберти се отдава на археологически занимания и изучава в подробности римските старини. През 1446 г. Леон Батиста Алберти се опитва да извади корабите от Неми, като прави сал от бъчви и пуска въжета във водата. Изважда само части от голяма статуя, но написва поредица естетически трактати, които са първите значими съчинения върху скулптурата, живописта и архитектурата след Античността.
През 1448 година новият папа Николай V, състудент на Алберти от Болоня, го назначава за ректор на епархията на Сан Лоренцо, а по-късно и за папски инспектор на паметниците. През 1450 година му е възложено да реконструира готическата църква „Сан Франческо“ в Римини в паметник на местния военачалник Сиджизмондо Пандолфо Малатеста и неговия двор, след което тя става известна като Темпио Малатестиано. Алберти не живее в града, а ръководи строителството чрез писма до своите помощници там. Единствените сгради, които той проектира изцяло сам, са църквите „Сан Себастиано“ (1460) и „Сан Андреа“ (1470) в Мантуа.
Алберти умира във Флоренция на 25 април 1472 година.

## Философия и география
През 1432 г. в Рим Алберти започва работа върху трактата „Della famiglia“ („За семейството“) – първият от няколко труда (диалози) върху философията на морала, които му създават репутация на мислител по въпросите на етиката и литературен стилист. Пише своите диалози на народното наречие и те са предназначени за градското население, което не владее латински. Изхожда от класическите образци, основно Цицерон и Сенека. Тези трудове запознават съвременното му буржоазно общество с разумните съвети на античните мислители относно мимолетността на късмета, как да посрещаме трудностите и успеха, относно приятелството и семейството, образованието и задължението да се грижим за общото добро. 
Алберти е приятел с Паоло Тосканели – космограф от Флоренция, който съставя географски карти (Христофор Колумб ползва негова карта при първото си плаване). Алберти му сътрудничи в астрономията, но и в двете науки са от голямо значение понятията за перспектива, преоткрити в трудовете на Птолемей. Алберти пише първия си малък трактат по география, в който излага правилата за заснемане и картографиране на имотни парцели, в случая в Рим.

## Архитектура
През 1438 г. Алберти гостува в двора на д’Есте във Ферара, където маркграф Леонело го насърчава да работи в друга област на неговия талант: архитектурата. Неговият първи опит да възроди класическите методи на строителство все още стои: миниатюрна триумфална арка, която служи за постамент на конна статуя на бащата на Леонело Николо III д’Есте. Именно Леонело го насърчава да се захване с критически преглед и преработка на големия труд на Витрувий за архитектурата. Резултатът е не възпроизведен текстът на Витрувий „Десет книги за архитектурата“, а изцяло нов труд De re aedificatoria (1452), заради който започват да го наричат „флорентинският Витрувий“. restored text of Vitruvius but a wholly new work, that won him his reputation as the „Florentine Vitruvius.“
След завръщането си в папския двор в Рим през 1443 г. Алберти вече е толкова вещ в архитектурата, че когато Николай V е избран за папа през 1447 г., Алберти е назначен за папски съветник по архитектурата. Сътрудничеството между двамата е в основата на първите грандиозни строителни проекти в Рим по време на Ренесанса, като сред тях са преустройството на Св. Петър и на Ватиканския дворец. 
През последните двадесет години от живота си Алберти създава няколко забележителни сгради. Във Флоренция по поръчка на търговеца Джовани Ручелай създава фасадите на двореца Ручелай и на Санта Мария Новела, отличаващи се с премерени и изящни пропорции.

## Теория на изкуството
Алберти е един от най-големите теоретици на ренесансовото изкуство. Във Флоренция тясната му връзка с архитекта Брунелески и и скулптора Донатело го вдъхновява да напише труд за перспективата през 1435 г. Там за първи път са систематизирани правилата за изобразяване на триизмерен обект или сцена върху двуизмерната равнина на платното или стената. Книгата оказва голямо влияние върху работата на италианските творци, като спомага за представянето на геометрически правилно и подредено пространство, характерно за ренесансовия стил. По-късни теоретици като художниците Пиеро дела Франческа и Леонардо доразвиват неговата работа, но принципите остават същите.
Сред най-важните трудове на Алберти са:
- „De re ædificatoria“ „Десет книги за строителството“ (завършена през 1450)
- „De statua“ „За статуята“
- „De pictura“„Три книги за живописта“

## Галерия
- Църквата „Санта Мария Новела“
- Дворецът „Ручелай“
- Темпио Малатестиано в Римини